# فوربس كيبي
فوربس كيبي (بالإنجليزية: Forbes KB)‏ هو ممثل بريطاني، ولد في 29 مايو 1965 في المملكة المتحدة.

## أعمال

### أفلام
- (2005) ثاء رمزا للثأر
- (2006) أطفال الرجال[2]
- (2006) الملكة[3]
- (2008) وصيف الشرف[4]
- (2010) رحلات غاليفر[5][6][7]
- (2012) فيديو الزفاف

## وصلات خارجية
- فوربس كيبي على موقع IMDb (الإنجليزية)
- فوربس كيبي على موقع ألو سيني (الفرنسية)
- فوربس كيبي على موقع أول موفي (الإنجليزية)
- فوربس كيبي على موقع قاعدة بيانات الفيلم (الإنجليزية)
- فوربس كيبي على موقع كينوبويسك (الروسية)